# Юзько Олександр Михайлович
Олександр Михайлович Юзько (нар. 10 серпня 1954, с. Джулинка Бершадського району Вінницької області, Україна) — лікар акушер-гінеколог, вчений у галузі акушерства, гінекології та репродуктології, дитячої та підліткової гінекології, ендоскопічної гінекологічної хірургії.
Завідувач кафедри акушерства та гінекології (1995), головний лікар та науковий керівник КЗОЗ "Медичний центр лікування безпліддя" (1997), член Європейської асоціації гінекологів та акушерів (ESG), Європейської асоціації репродукції людини (ESHRE), Нью-Йоркської академії, Всеукраїнського лікарського товариства (ВУЛТ), президент Української асоціації репродуктивної медицини (УАРМ, 2005), співголова осередку асоціації акушерів-гінекологів Чернівецької області.
Нажаль, О.М. Юзько відомий просуванням наукової недоброчесності, створив школу плагіатних дисертацій.

## Життєпис
У 1977 р. закінчив Вінницький національний медичний університет імені Миколи Пирогова, отримав диплом лікаря-лікарського порадника. Проходив інтернатуру з акушерства та гінекології 1977-1978 рр. у Вінницькій районній лікарні. Лікар акушер-гінеколог полового будинку № 2 м. Вінниці в 1978-1981 р.
З 1981 р. — асистент кафедри акушерства та гінекології ФУЛ Вінницького медичного інституту в м. Хмельницькому. Доцент з 1990 р. У 1984 р. захистив кандидатську дисертацію, докторську - у 1994 році.
У січні 1995 року обраний за конкурсом на посаду завідувача кафедри акушерства і гінекології Чернівецького медичного інституту. Від 2005 року — завідувач кафедри акушерства та гінекології № 1 Національної медакадемії післядипломної освіти ім. П. Л. Шупика (м. Київ). З 2011 по 2024 рр. — завідувач кафедри акушерства та гінекології Буковинського державного медичного університету.
Має вищі кваліфікаційні категорії з фаху «акушерство та гінекологія» та «організація управління охороною здоров'я», Пройшов спеціалізацію з фаху «онкологія». Стажувався в Німеччині, Австрії, Голландії, Франції, Чехії.
У травні 1995 року мав відношення до створення "Центру репродуктивної медицини" в Чернівцях, на базі якого пізніше відкрився Колективний заклад охорони здоров’я «Лабораторія репродуктивної медицини», який у 2010 році перереєстрований у «Медичний центр лікування безпліддя» (на сьогодні відомий, як Yuzko Medical Center)
З 2005 року - президент ГО «Об’єднання «Українська асоціація репродуктивної медицини»

## Наукові ступені
Від 1984 року — кандидат медичних наук, від 1990 року — доцент, від 1994 року – доктор медичних наук, від 1995 року – професор. В 1999 році обраний академіком Української академії наук національного прогресу за спеціальністю «Медицина», а в 2005 році – президентом Української асоціації репродуктивної медицини. З 2011 року  проректор з розвитку Буковинського державного медичного університету. 

## Наукова діяльність

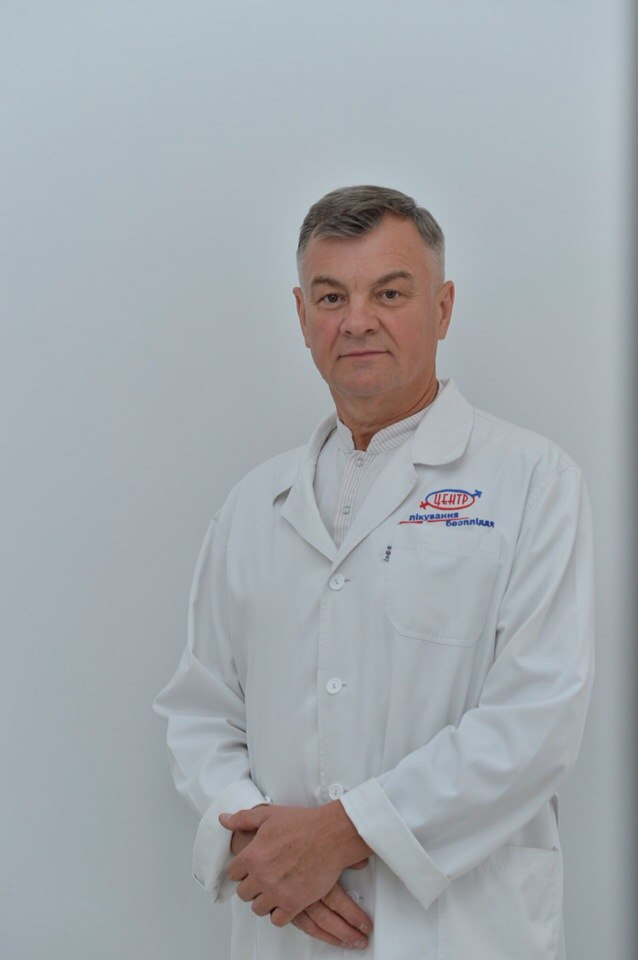
Олександр Михайлович Юзько

Олександр Михайлович Юзько ввів у практичну медицину Буковини малоінвазивні ендоскопічні гінекологічні операції, створив службу дитячої та підліткової гінекології. Вперше в західному регіоні ввів методику запліднення ін вітро (IVF) при лікуванні безпліддя. Він є науковим керівником КЗОЗ «Медичний центр лікування безпліддя» (м. Чернівці). Проте, багато з отриманих результатів є сумнівними, оскільки містять ознаки наукової недоброчесності. 

## Методична діяльність
Науковий керівник 110 кандидатських та 3 докторських дисертацій. Автор близько 500 друкованих робіт, у т. ч. 6 монографій, 34 підручників і навчальних посібників, електронної книги і 18 відеофільмів. Проте, більшість тих кандидатських робіт - плагіатні або містять ознаки наукової недоброчесності https://false-science.ucoz.ua/news/natalija_voloshinovich_udruge_zakhistila_tekst_ukradenij_shakhrajchuk_ivakhovoju_kerivnik_obokh_oleksandr_juzko_z_chernivciv/2024-09-09-175?fbclid=IwY2xjawLPJC9leHRuA2FlbQIxMABicmlkETFHY1h3ang3cFJ6QzY4NHdTAR6VJfZWWdsswywiLlhbI_K8Kl1KZefVta6wnG1xJZ1q-7c2OIdRtI_RNUFMgg_aem_kYpiJP4ySLOV2YecY1zvhw.

## Нагороди
- Лауреат Державної премії України в галузі науки і техніки за роботу «Допоміжні репродуктивні технології лікування безпліддя» (2011)
- Почесні грамоти МОЗ України, НМАПО ім. П.Л.Шупика, Київської та Чернівецької ОДА, департаментів охорони здоров’я.
- Почесна грамота і медаль Верховної Ради України «За особливі заслуги перед українським народом» — за вагомий особистий внесок у розвиток медичної освіти і науки, підготовку висококваліфікованих медичних кадрів, багаторічну сумлінну працю та високий професіоналізм (2011).[7]